# 차폐 가스
차폐 가스는 일반적으로 여러 용접 공정에 사용되는 불활성 또는 반 비활성 기체, 특히 가스 금속 아크 용접 및 가스 텅스텐 아크 용접(GMAW 및 GTAW, 보통 각각 MIG 및 TIG라고도 함)이다.
그 목적은 산소 및 수증기로부터 용접 영역을 보호하는 것이다.
물질의 용접에 따라 이러한 대기 가스는 용접의 만족도를 낮추거나 용접을 더 어렵게 만들수 있다.

## 일반적인 차폐 가스
차폐 가스는 두가지 범주에 속한다 - 불활성 또는 반 불활성.
단 두 비활성 기체, 헬륨 및 아르곤이 용접에 사용되는것 만큼 비용이 효과적이다.
이러한 불활성 가스는, 가스 텅스텐 아크 용접에 사용하고, 또한 가스 - 금속 아크 비철 금속 용접에 접합된다.
순수 아르곤과 헬륨은 일부 비철 금속에 사용된다.
반 불활성 차폐 가스 또는 활성 차폐 가스는 이산화탄소, 산소, 질소 및 수소를 포함한다.